# 天神峠
天神峠（てんじんとうげ）は、群馬県高崎市にある峠である。

## 概要
- 標高は約1120m。
- 榛名山の頂上付近であり、榛名湖湖畔のドライブインなどが立ち並ぶエリアのすぐ南側にある。
- 道路は群馬県道33号渋川松井田線として整備されており、車両の通行が可能。

## 周辺
- 榛名山
- 榛名湖
- 榛名神社
- 榛名湖温泉